# Rebaudioside A
Il rebaudioside A è un composto presente nelle foglie della pianta Stevia rebaudiana.

## Effetti sull'organismo
Anche se un suo potenziale metabolita, lo steviolo, è un mutageno riconosciuto, il rebaudioside A di per sé non mostra nessun effetto carcinogeno. Non è nemmeno noto se tale metabolita venga effettivamente assorbito durante la metabolizzazione in vivo. È solitamente presente insieme al suo isomero, il rebaudioside C (CAS 63550-99-2).
La molecola contiene 4 β-glucosi, che in alcuni studi in vitro vengono idrolizzati e rimossi da parte della flora batterica intestinale umana, producendo appunto steviolo. Tuttavia nelle popolazioni che fanno uso naturalmente di foglie di stevia e derivati, tra cui il Giappone, non esiste una marcata evidenza statistica di tumori riconducibili allo steviolo.
Nel 2003, uno studio belga ha mostrato come lo stevioside somministrato ai maiali venisse completamente convertito in steviolo, ma che quest'ultimo non veniva assorbito, nemmeno se trasformato in una forma più facilmente rilevabile.